# Манакін смугохвостий
Манакін смугохвостий (Pipra fasciicauda) — вид горобцеподібних птахів родини манакінових (Pipridae).

## Поширення
Вид поширений в Аргентині, Болівії, Бразилії, Парагваї та Перу. Його природними середовищами існування є низовині вологі ліси, болота та сильно деградовані тропічні або субтропічні ліси, переважно до 600 м над рівнем моря.

## Підвиди
Виділяють 5 підвидів:
- Pipra fasciicauda saturata J. T. Zimmer, 1936 - тропічний район північного Перу на схід від Анд.
- Pipra fasciicauda purusiana Snethlage, 1907 - східне Перу на південь від Амазонки і західна Бразилія.
- Pipra fasciicauda fasciicauda Hellmayr, 1906 - південно-східне Перу і північна та північно-східна Болівія.
- Pipra fasciicauda calamae Hellmayr, 1910 - захід центральної Бразилії.
- Pipra fasciicauda scarlatina Hellmayr, 1915.